# Adeline Rapon
Adeline Rapon est une photographe, artiste visuelle, autrice et influenceuse française afroféministe née à Paris en 1990.

## Biographie
Née à Paris, en 1990, d'une mère corrézienne et d'un père martiniquais, elle lance en 2008 un blog mode, qui devient un blog lifestyle qu'elle tient pendant six ans,. Après des études en littérature et en histoire de l'art, et un diplôme de la Haute École de Joaillerie, elle devient bijoutière-joaillère pendant huit ans, tout en étant aussi DJ dans le groupe The Pigalle Sisterhood, avant de se consacrer pleinement à la photographie.
Pendant le premier confinement lié à la pandémie de COVID 19 en 2020, elle crée une série d'autoportraits qu'elle intitule Fanm Fô (« femme forte » en créole), où elle se met en scène en reproduisant certaines poses de photographies de femmes noires antillaises. Cette démarche vise à rendre hommage à ces femmes tout en interrogeant les clichés que ces portraits véhiculaient et en réfléchissant à ses racines. Cette série donne lieu à une exposition à Fort-de-France pendant l'été 2020, puis lors des neuvièmes Rencontres photographiques du 10e arrondissement de Paris, fin 2021,. Son compte Instagram compte près de 70 000 abonnés fin 2021.

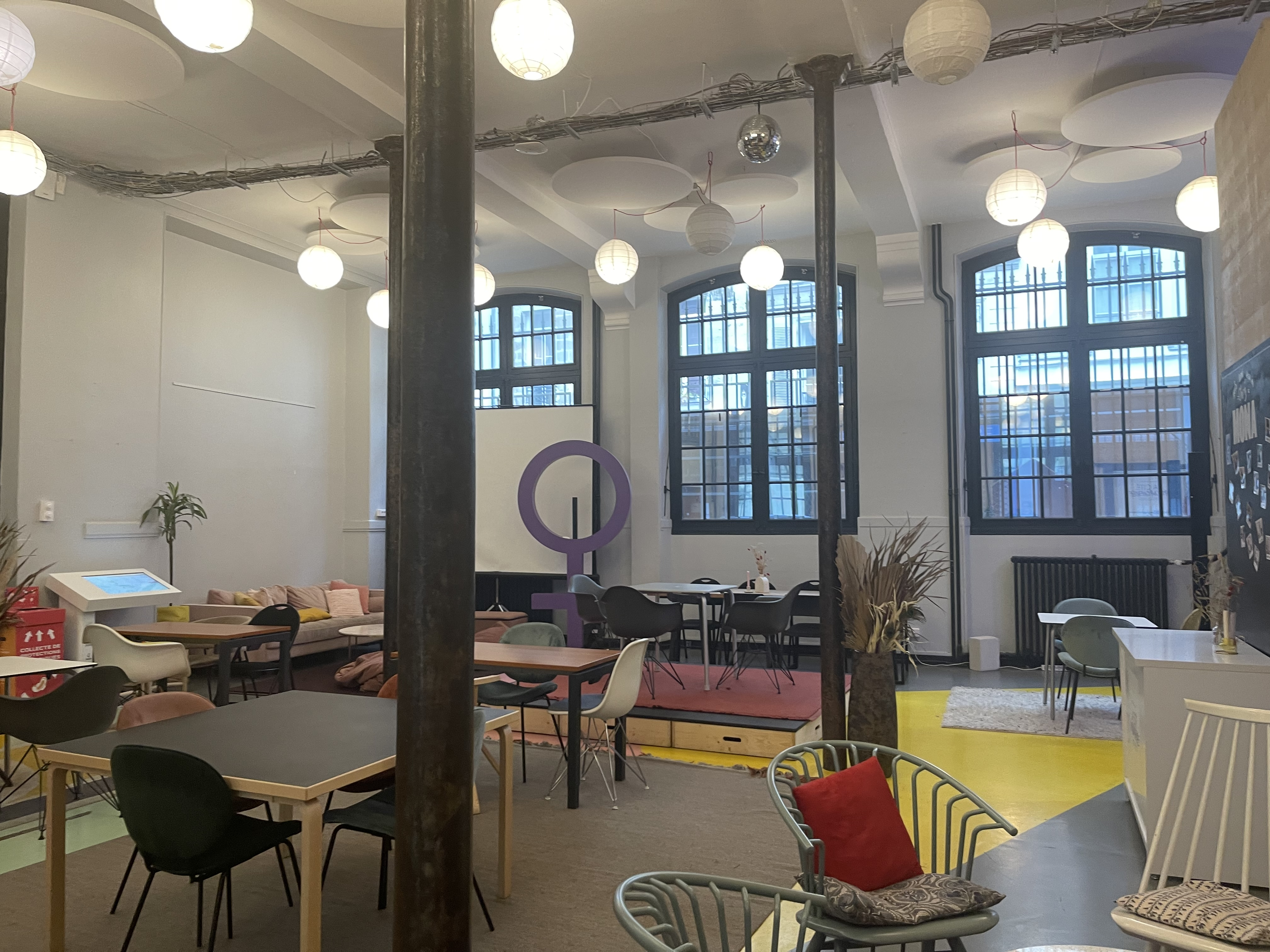
Chez Mona à la Cité Audacieuse.

Début 2022, elle expose dans la galerie parisienne Fabrique contemporaine, puis au café Chez Mona, à la Cité Audacieuse, une série de photographies intitulée Renaissance. Fin mai, elle publie avec Émilie Gleason la bande dessinée Ébouriffant·e·s à propos d'une société où l'épilation serait interdite. La même année, elle apparait dans le clip de Faith meets Ana, de la chanteuse Mélissa Laveaux, qu'elle avait photographiée pour son album Mama Forgot Her Name is Miracle.
En 2023, elle est membre du jury de la deuxième édition du prix Utopi·e destiné à récompenser des artistes LGBTQIA+,. Pendant l'été, elle expose de nouveau à Fort-de-France : la série de photographies intitulée Lien·s propose des portraits de membres de la communauté LGBTQI+ martiniquaise que la photographe invite à transmettre un message à leur être cher sans utiliser de technologiques de communication numériques,. 
À l'automne, elle participe à l'exposition Amazones, Femmes héroïnes du quotidien, à Fort-de-France et dans la mairie du dix-septième arrondissement de Paris, organisée pour sensibiliser au cancer du sein dans le cadre d'Octobre rose.

## Œuvres

### Bande dessinée
- Émilie Gleason et Adeline Rapon, Ébouriffant.e.s, Paris, Le Nouvel Attila, 20 mai 2022 (ISBN 9782493213228)

### Expositions
- Lien·s : du 20 juin au 4 juillet 2023 : Centre commercial Le Rond-Point, Fort-de-France[23].
- Renaissance : du 21 janvier au 4 février 2022 : Fabrique contemporaine, Paris[26] ; du 10 février au 10 mars 2022 : café Chez Mona, Cité audacieuse, Paris[27].
- Fanm Fô Séries : du 18 juin au 18 août 2020 : Centre commercial Le Rond-Point, Fort-de-France[28] ; du 4 novembre au 1er décembre 2021 : Rencontres photographiques du 10e arrondissement de Paris, Square Alban Satragne[1].